# Ventilatorjas
Een ventilatorjas (Japans: fan-jaketto) is een jas met geïntegreerde ventilatoren die voor verkoeling van het lichaam zorgt. Ventilatorjassen werden in eerste instantie vooral in zakelijke omgevingen gebruikt door werknemers in grote bedrijfsruimtes of werknemers op straat in de volle zon, maar anno 2024 ook steeds meer door gewone consumenten. De jassen beschikken naast ventilatoren over een powerbank die zo'n acht tot zestig uur meegaat.
Naast jassen worden ook vesten met geïntegreerde ventilatoren gemaakt.

## Geschiedenis
De jas werd waarschijnlijk in 2004 uitgevonden door de Japanner Hiroshi Ichigaya, een voormalig werknemer van Sony. Zenko Kawabata, eigenaar van een bedrijf in Kyoto dat loodsen bouwt, zorgde ervoor dat de jassen in Japan in populariteit toenamen. Hij schafte ze in eerste instantie aan voor zijn werknemers, zodat ze ook 's zomers buiten konden werken zonder last te hebben van de warmte. In totaal ging het om honderden ventilatorjassen, twee per werknemer. Ook kocht Kawabata er later een voor zijn vrouw, die afkomstig was uit Nederland en niet gewend was aan de warme zomers in Japan, en een voor haar broer. De Japanse overheid heeft de jassen opgenomen in de richtlijnen omtrent veilig werken in extreme hitte.
De omzet in de verkoop van ventilatorjassen bedroeg volgens een schatting in 2022 zo'n 120 miljoen dollar.